# ميخائيل ستيفن
ميخائيل ستيفن (بالإنجليزية: Michael Stephen)‏ هو سياسي بريطاني، ولد في 25 سبتمبر 1942. حزبياً، نشط في حزب المحافظين. في الانتخابات العامة في المملكة المتحدة 1992 ‏، انتخب عضو البرلمان الحادي والخمسون للمملكة المتحدة عن دائرة Shoreham (UK Parliament constituency) ‏ خلال فترته النيابية ‏ (9 أبريل 1992 – 8 أبريل 1997).